# Apertura Anderssen
L'apertura Anderssen è l'apertura nel gioco degli scacchi dove il Bianco gioca
1. a3

Questa apertura deve il suo nome a Adolf Anderssen, che la giocò per tre volte di fila nelle sue partite nel 1858 contro Paul Morphy. Data la sua rarità viene classificata nell'enciclopedia delle aperture scacchistiche tra quelle di codice A00.

## Analisi
La rarità di questa apertura è dovuta al fatto che fa poco o nulla per lo sviluppo del Bianco o per il controllo del centro. Lo scopo evidente di aprire una partita con 1.a3 è quello di voler trasporre in altre aperture dopo la naturale risposta 1…e5: 2.c4 porta ad una difesa siciliana a colori invertiti, dove il pedone a avanzato è utile. Tuttavia usare un tempo per avanzare un pedone fin nella prima mossa è prematuro.
L'apertura Anderssen non è comunque la peggiore. Per quanto sia una mossa ben poco costruttiva, non è distruttiva quanto l'apertura Barnes (1.f3). Alcuni giocatori apprezzano il fattore psicologico di una mossa del genere, oppure credono che possa essere loro d'aiuto contro un avversario con maggiori conoscenze della teoria delle aperture.

## Continuazioni
Alcune continuazioni:
1…d5 (variante di Donna)
1…e5 2.c4 (variante di re: una difesa siciliana a colori invertiti; può trasporre in alcune continuazioni della partita inglese)
1…g6 (variante posizionale, tesa al fianchetto)
1... e5 2.f4 exf4 3.Nh3 Qh4+ 4.Nf2 Bc5 5.d4 Bb6 (Gambetto di Memelixtle)